# Leon Sommer
Leon Sommer (* 10. März 2001 in Braunschweig) ist ein deutscher Fußballspieler.

## Karriere

### Verein
Nach seinen Anfängen in der Jugend des Braunschweiger SC Acosta wechselte er in die Jugendabteilung des VfL Wolfsburg. Für seinen Verein bestriit er 34 Spiele in der B-Junioren-Bundesliga und 42 Spiele in der A-Junioren-Bundesliga, bei denen ihm insgesamt acht Tore gelangen. Im Sommer 2020 wurde er in den Kader der zweiten Mannschaft in der Regionalliga Nord aufgenommen. Da die zweite Mannschaft nach der Saison 2020/21 aufgelöst wurde, wechselte er ligaintern zur zweiten Mannschaft des Hamburger SV.
Zur Saison 2023/24 wechselte er nach fünf Toren in 64 Ligaspielen zum Drittligisten VfB Lübeck. Für den Aufsteiger absolvierte er 31 Drittligaspiele. Am Saisonende stieg die Mannschaft wieder in die Regionalliga Nord ab. Dort folgten in der Saison 2024/25 33 Ligaeinsätze und zwei Tore. Zudem gewann man den SHFV-Pokal.
Zur Saison 2025/26 wechselte Sommer zum Drittliga-Aufsteiger TSV Havelse. Er unterschrieb einen Einjahresvertrag.

### Nationalmannschaft
Sommer bestritt im Jahr 2018 für die U17 des DFB zwei Spiele.

## Titel
- Schleswig-holsteinischer Landespokalsieger: 2025 (VfB Lübeck)
- Meister der A-Junioren-Bundesliga Nord/Nordost: 2019 (VfL Wolfsburg)